# Błahodatne (hromada Wełyka Nowosiłka)
Błahodatne (ukr. Благодатне, wcześniej Oktiabr, ukr. Октябр) – osiedle na Ukrainie, w obwodzie donieckim, w rejonie wołnowaskim. W 2001 liczyło 674 mieszkańców.